# Dendrocopos obsoletus
El pico dorsipardo (Dendropicos obsoletus) es una especie de ave piciforme de la familia Picidae que vive en África. 

## Distribución
Se encuentra en Benín, Burkina Faso, Camerún, Chad, Costa de Marfil, Eritrea, Etiopía, Gambia, Ghana, Guinea, Guinea-Bissau, Kenia, Mali, Mauritania, Níger, Nigeria, Senegal, República Centroafricana,  República Democrática del Congo, Sierra Leona, Sudán, Sudán del Sur, Tanzania, Togo y Uganda.